# Пугачёв, Иван Васильевич
Иван Васильевич Пугачёв (30 января 1915, Лабинск, Кубанская область — 30 января 2003, Благодарный, Ставропольский край) — начальник установки каталитического крекинга Новогрозненского нефтеперерабатывающего завода Чечено-Ингушского совнархоза, Герой Социалистического Труда.

## Биография
Русский. Родился в Лабинске. Впоследствии семья переехала в Грозный, где Пугачёв окончил среднюю школу и 2-годичную школу фабрично-заводского обучения. После окончания учёбы начал работать на Грозненском крекинг-заводе.
В 1936 году был призван в армию, где окончил танковую школу. В 1938 году демобилизовался и вернулся на свой завод.
С июля 1942 года участник Великой Отечественной войны. Прошёл всю войну шофёром 27-го гвардейского отдельного истребительно-противотанкового дивизиона 236-й стрелковой дивизии. В 1942 году был ранен. В мае 1945 года стал членом ВКП(б).
После окончания войны снова вернулся на завод. В 1951 году принимал активное участие в запуске первой отечественной установки каталитического крекинга, которую разработали специалисты Грозненского нефтяного научно-исследовательского института. Установка была успешно введена в эксплуатацию, а Пугачёв был назначен её начальником. В середине 1950-х годов Пугачёв участвовал в вводе в эксплуатацию трёх аналогичных установок на Новогрозненском нефтеперерабатывающем заводе имени Анисимова. С этой задачей он успешно справился.
Пугачёв активно участвовал в рационализаторском движении. Благодаря его предложениям межремонтный период одной из установок удалось увеличить с 90 дней до 317.
19 марта 1959 года за выдающиеся успехи в труде  указом Президиума Верховного Совета СССР Пугачёву было присвоено звание Героя Социалистического Труда с вручением ордена Ленина.
Пугачёв окончил вечернее отделение Грозненского политехнического техникума и был назначен начальником технологического отдела. Одновременно возглавлял комиссию, занимавшуюся исследованием установок каталитического крекинга в различных городах СССР.
В 1970 году стал пенсионером союзного значения. В 1992 году переехал в город Благодарный, где и скончался в день своего рождения в 2003 году. Похоронен на городском кладбище.